# Signo de porcentaje
El signo de porcentaje % (o porcentaje a secas) es el símbolo utilizado para indicar un porcentaje, un número o una proporción como fracción de 100. Otros signos relacionados son los que indican el por mil (x1000) ‰ y el punto base (x10 000) ‱, que indican que un número se divide entre mil o diez mil, respectivamente. Las proporciones más altas utilizan partes por notación.

## Estilo correcto

### Forma y espaciado
La forma adecuada de escribir el signo de porcentaje en nuestro idioma, precediendo a un número, es con un espacio entre ellos (por ejemplo: 50 %). Así lo establecen la Real Academia Española y el Sistema Internacional de Unidades, además de la norma ISO 31-0, siendo siempre un espacio duro para no separar el valor numérico de su correspondiente unidad de medida.
Otros idiomas tienen otras reglas para el espaciado delante del signo de porcentaje:
- En checo y eslovaco, el porcentaje va con un espacio duro si el número hace de sustantivo.[6] En checo, no se pone espacio si se usa como adjetivo,[7] mientras que el eslovaco usa un espacio duro en este caso.[8]
- En finés, el porcentaje siempre va con espacio y, en caso de tener sufijo, con dos puntos.[9]
- En francés, el porcentaje debe ir con espacio duro.[10][11]
- En inglés se pone el signo de porcentaje sin espacio entre él y el número (por ejemplo, 50%). A pesar de que elSistema Internacional de Unidades y la norma ISO 31-0 digan que esto es incorrecto.
- En ruso, en raras ocasiones se pone espacio, contradiciendo al estándar GOST 8.417-2002.
- En chino, casi nunca se pone espacio, quizá porque los chinos no usan apenas espacio entre sus palabras.
- En sueco, el signo va precedido de un espacio, como el resto de unidades.
- En alemán, el espacio está regulado por el estándar nacional DIN 5008.
- En turco y otros idiomas túrquicos, el idioma precede al número, en lugar de ir detrás.
- En persa, el porcentaje puede preceder o seguir al número, sin espacio.
- En árabe, el porcentaje sigue al número, pero al escribirse de derecha a izquierda, se considera que el símbolo lo estaría precediendo, sin espacio
- En hebreo, el signo se escribe a la derecha, sin espacio.
- En neerlandés, la norma oficial (NBN Z 01-002) establece un nombre entre el número y el signo, pero casi nunca se pone.[12]

### Utilización
Su uso se puede emplear tanto mediante el signo como por su expresión literal, sin restricciones aunque estando más relacionado con el ámbito matemático. De este modo, sería igualmente correcto escribir «Hay un descuento del 24 % en la tienda» y «Hay un descuento del veinticuatro por ciento en la tienda». También se puede usar indistintamente la expresión «La descarga está completada al 100 %» así como «La descarga está completada al cien por cien».

## Evolución
Antes de 1425 no hay evidencias conocida de que se utilizara un símbolo especial para el porcentaje. Se utilizaba el término italiano «per cento», así como diversas abreviaturas (por ejemplo: «por 100», «p 100», «p cento», etc.). Se pueden ver ejemplos de esto en el texto aritmético de 1339 (autor desconocido) que se muestra a continuación. La letra p con su asta descendente atravesada por un trazo horizontal o diagonal (ꝑ en Unicode) solía representar «per», «por», «par» o «pur» en la paleografía medieval y renacentista.

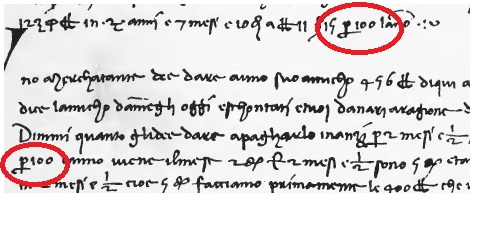
Texto aritmético de 1339 en Rara Arithmetica, p. 437.

En algún momento, un escriba usó la abreviatura «pc» en un pequeño círculo (representando la terminación -o utilizada en los ordinales italianos, como en primo, secondo, etc.; igual que en español con «.º» o «th» en inglés). Esto aparece en algunas páginas adicionales de un texto de 1425 que probablemente se añadieron alrededor de 1435. Esto se muestra a continuación (fuente, Rara Arithmetica p. 440).

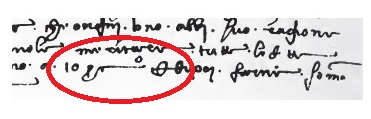
Texto aritmético de 1425 en Rara Arithmetica, p. 440.

El «pc» rodeado evolucionó a un signo de fracción horizontal en 1650 (a continuación un ejemplo en un texto de 1684) y posteriormente perdió el «per».

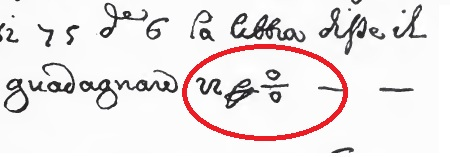
Texto aritmético de 1684 en Rara Arithmetica, p. 441.

En 1925, D. E. Smith escribió: «La forma de la barra () es moderna.»

## Uso

### Codificaciones

#### Unicode
Los puntos del código Unicode son:
- U+0025 % Signo de porcentaje (HTML &#37;, &percnt;),
- U+FF05 ％ Signo de porcentaje ancho
- U+FE6A ﹪ Signo de porcentaje pequeño véase Small Form Variants
- U+066A ٪ Signo de porcentaje árabe, con los círculos cambiados por puntos, la forma del 0 en dígitos indoarábigos.

#### ASCII
El código ASCII para el carácter de porcentaje es 37 o 0x25 en hexadecimal.

### En informática
En informática, el carácter de porcentaje también se utiliza para la operación módulo en lenguajes de programación que derivan su sintaxis del lenguaje de programación C, que a su vez adquirió este uso del anterior B.
En la representación textual de URI, un % seguido inmediatamente por un número hexadecimal de 2 dígitos denota un octeto que especifica (parte de) un carácter que de otro modo no estaría permitido en los URI (véase Código porciento).
En SQL, el signo de porcentaje es un carácter comodín en expresiones "LIKE", por ejemplo SELECT * FROM table WHERE fullname LIKE 'Lisa %' buscará todos los registros cuyos nombres comiencen con «Lisa».
En TeX (y por extensión en LaTeX) y PostScript, GNU Octave y MATLAB, un % es una línea de comentario.
En el C Shell, % es parte del símbolo del sistema predeterminado.